# コース地方

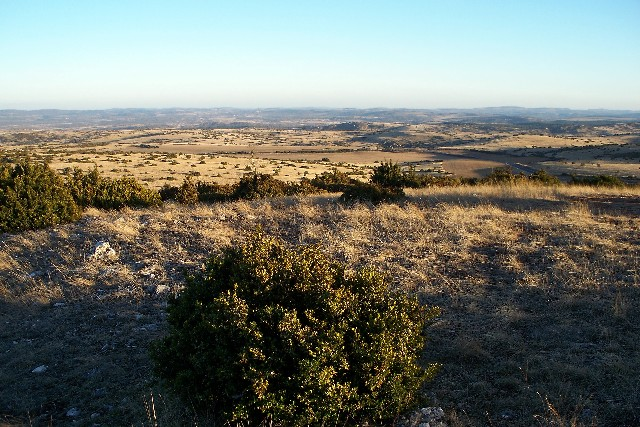
Le causse du

コース地方 (コースちほう、Causses) は、フランス中央高原の、コース (Causse) と呼ばれる石灰岩台地が密集する地域である。
高原部分の標高は900～1000メートル。侵食により深い谷が刻まれ、カルスト地形をなし、奇岩地帯となっている。
羊の放牧がおこなわれており、羊乳チーズ（ロックフォール）が有名である。他にもコースの名を冠する、牛乳を原料として製造されるブルーチーズのブルー・デ・コースもある。
主要部分はグラン・コース地方自然公園に指定されている。その農業景観はコースとセヴェンヌの地中海農牧業の文化的景観として世界遺産リストに登録されている。

## コース
グラン・コースとコース・デュ・ケルシに大きく分かれる。
- グラン・コース Grands Causses
  - コース・コンタル causse Comtal (アヴェロン県)
  - コース・ド・セヴェラック causse de Sévérac (アヴェロン県)
  - コース・ド・ソーヴテール causse de Sauveterre (ロゼール県)
  - コース・メジャン causse Méjean (ロゼール県)
  - コース・ノワール causse Noir (アヴェロン県・ロゼール県・ガール県)
  - コース・ルージュ causse Rouge (アヴェロン県)
  - コース・デュ・ラルザック causse du Larzac (アヴェロン県・エロー県)
  - コース・ド・カンプストル causse de Campestre (ガール県)
  - コース・ド・ブランダ causse de Blandas (ガール県)

- コース・デュ・ケルシ Causses du Quercy
  - コース・ド・マルテル causse de Martel (ロット県)
  - コース・ド・グラマ causse de Gramat (ロット県)
  - コース・ド・サンシェル causse de Saint-Chels (ロット県)
  - コース・ド・リモーニュ causse de Limogne (ロット県)
  - コース・コレージアン causse corrèzien (コレーズ県)